# Ross 128

Distancias de las estrellas más cercanas desde hace 20 000 años hasta 80 000 años en el futuro. El enfoque de Ross 128 está representado por la línea de color salmón claro.

Ross 128 (GJ 447 / HIP 57548 / LHS 315) es una estrella de magnitud aparente +11,16 en la constelación de Virgo, situada cerca de la eclíptica al sur de Zavijava (β Virginis). A 10,91 años luz de distancia, es actualmente la décimo-segunda (o duodécima) estrella más próxima al sistema solar y la más cercana en la constelación de Virgo. Fue descubierta en 1925 por el astrónomo Frank Elmore Ross e incluida en su «Segunda lista de nuevas estrellas con movimiento propio».
Como tantas otras estrellas de nuestro entorno, Ross 128 es una tenue enana roja cuyo tipo espectral es M4.5V.
Tiene una temperatura efectiva de 2966 K y una masa de 0,16 - 0,18 masas solares.
Su radio equivale al 22 % del que tiene el Sol y la medida de su velocidad de rotación proyectada da un valor igual o inferior a 2 km/s.
Presenta un contenido metálico comparable al solar, siendo su índice de metalicidad [Fe/H] = -0,00.
Con una luminosidad en torno al 0,029 % de la luminosidad solar, es una estrella fulgurante, conocida también por su nombre de variable FI Virginis. Dentro de este tipo de estrellas, se la considera más evolucionada que Próxima Centauri, siendo las erupciones menos frecuentes que en esta última.
Asimismo, se ha detectado polvo alrededor de Ross 128.
Ross 128 tiene una edad estimada de 500 millones de años.
Forma parte de la corriente de estrellas de la asociación estelar de la Osa Mayor, amplio grupo que también incluye otras enanas rojas cercanas como EV Lacertae o DS Leonis. 
Los sistemas estelares más próximos a Ross 128 son Wolf 359 y Wolf 424, ambos a unos 4 años luz de distancia.

## Señal desconocida
El 12 de mayo de 2017, los investigadores recogieron señales misteriosas utilizando el Observatorio de Arecibo, un enorme radiotelescopio construido dentro de un sumidero puertorriqueño. Abel Méndez, astrobiólogo de la Universidad de Puerto Rico en Arecibo, dijo que la estrella fue observada durante 10 minutos, período durante el cual la señal fue recogida y fue "casi periódica". El 17 de julio de 2017, se informó que las señales extrañas procedentes de Ross 128 habían sido confirmadas. El telescopio de Green Bank observó a Ross 128 el 16 de julio de 2017 pero no encontró ninguna señal y atribuye esta señal a interferencia de radiofrecuencia.

## Ross 128 b
A finales de noviembre de 2017 se informa del hallazgo de un planeta orbitando esta estrella. El descubrimiento de Ross 128 b, fue llevado a cabo por un equipo de investigadores que trabaja con el HARPS (High Accuracy Radial velocity Planet Searcher - Buscador de Planetas por Velocidad Radial de Alta Precisión) en el Observatorio La Silla, en Chile. En el artículo de Astronomy & Astrophysics donde se da a conocer este exoplaneta también se establece que poseería algunas de las condiciones para albergar vida, como una temperatura que oscilaría entre los -60 y los 20 °C, y una radiación incidental solo 1,28 veces más intensa que nuestro planeta. 
Se deberá esperar a la próxima puesta a punto del Extremely Large Telescope para continuar con el estudio de la atmósfera de este prometedor exoplaneta.